# Wrestlingworth
Wrestlingworth est un village du Bedfordshire, en Angleterre. Il est situé dans l'est du comté, près de la frontière du Cambridgeshire, à une vingtaine de kilomètres à l'est de la ville de Bedford. Administrativement, il relève de l'autorité unitaire du Central Bedfordshire.
Il forme avec le village voisin de Cockayne Hatley la paroisse civile de Wrestlingworth and Cockayne Hatley, qui comptait 744 habitants au recensement de 2011.

## Étymologie
Le nom Wrestlingworth provient probablement d'un nom d'homme reconstitué sous la forme *Wrǣstel, avec les suffixes vieil-anglais -inga, qui désigne la famille ou les disciples d'un individu, et -worth, qui désigne une parcelle de terrain. Il est attesté au milieu du XIIe siècle sous la forme Wrastlingewrd.

## Patrimoine
L'église paroissiale de Wrestlingworth, dédiée à saint Pierre, remonte au XIIe siècle. C'est un monument classé de grade I depuis 1966.

## Personnalités liées
- Le sportif Sydney Beaumont (en) (1884-1939), qui s'illustre comme joueur de football et de cricket, est né à Wrestlingworth le 8 octobre 1884.
- C'est à Wrestlingworth que Sarah Dazley (1819-1843) assassine son deuxième mari, William Dazley, en 1842. Elle est condamnée et exécutée par pendaison à Bedford le 5 août 1843.